# Tharybis magna
Tharybis magna is een eenoogkreeftjessoort uit de familie van de Tharybidae. De wetenschappelijke naam van de soort is voor het eerst geldig gepubliceerd in 1983 door Bradford & Wells.